# Romaric Rogombé
Romaric Rogombé Daga (25 novembre 1990) è un calciatore gabonese, attaccante dei Léopards e della nazionale gabonese.

## Carriera

### Club
Ha giocato nel campionato congolese, gabonese e francese.

### Nazionale
Ha esordito in nazionale nel 2012.

## Palmarès

### Club

#### Competizioni nazionali
- Linafoot: 1

Linafoot: 2010